# Il Giornalino
Il Giornalino je talijanski strip časopis koji izlazi u Italiji.

## Povijest i profil
Il Giornalino je osnovao katolički izdavač Edizioni San Paolo iz Albe 1924. godine.
Tijekom svoje povijesti časopis je objavio prijevode na talijanski jezik brojnih američkih i europskih strip serija, poput Looney Tunes, Štrumpfovi, Lucky Luke, Popaj, Iznogud, likovi Hanne-Barbere, Asterix i Nindža kornjače. Također je sadržavao adaptacije poznatih romanskih i književnih djela, uključujući Zaručnike, Robinsona Crusoea, Gargantuu i Pantagruela, Hamleta i druga.
Originalni likovi objavljeni na stranicama Il Giornalina uključuju Capitan Erik, Commissario Spada, Dodo & Cocco, Jack Speed, Larry Yuma, Micromino, Nicoletta, Petra Chérie, Piccolo Dente, Pinky i Rosco & Sonny.
Autori koji su radili za Il Giornalino su Dino Battaglia, Carlo Peroni, Benito Jacovitti, Attilio Micheluzzi, Ferdinando Tacconi, Luciano Bottaro, Franco Caprioli, Sergio Toppi, Tiziano Sclavi, Giorgio Cavazzano, Alfredo Castelli, Lino Landolfi, Daniele Panebarco, Massimo Mattioli, Sergio Zaniboni i drugi.